# María José (telenovela de 1975)
María José fue una telenovelas chilena creada y escrita por Arturo Moya Grau, dirigida por José Caviedes y transmitida por la Corporación de Televisión de la Universidad Católica de Chile el año 1975.

## Trama
Cuenta la historia de una abnegada monja que renuncia a sus hábitos para cuidar a un bebé abandonado. En esta travesía la acompañará un vendedor ambulante interpretado por el propio Arturo Moya Grau.

## Reparto
- Yael Unger como María José Lineros
- Walter Kliche como Pablo Cano
- Amelia Requena como Nadia López
- Jorge Yáñez como Henry Ford
- Violeta Vidaurre como Leonor
- Malú Gatica como Vivian
- Arturo Moya Grau como Jaiba
- Sergio Urrutia como Bernardo
- Lucy Salgado como Reyna
- Enrique Heine como Luis
- Alicia Villablanca como Elena
- Patricio Achurra como Alfredo
- Sonia Viveros como Jimena
- Archibaldo Larenas

## Adaptaciones
La productora mexicana Televisa realizó la versión de esta telenovela con el mismo título en 1978 y fue protagonizada por Fanny Cano y Fernando Luján.